# Tiran (priimek)
Tiran je priimek več znanih Slovencev:
- Aleš Tiran, arheolog
- Barbara Bajd (r. Barbara Tiran) (*1949), biologinja, pedagoginja
- Borut Tiran, pevec skupine Društvo mrtvih pesnikov
- Ernest Tiran (1899—1966), šolnik, pedagog, mladinski pisatelj, dramatik, pesnik
- Irena Yebuah Tiran (*1974), mezzosopranistka
- Jernej Tiran (*1985), geograf
- Jože Tiran (1920—1965), igralec, gledališčnik, režiser
- Marko Tiran (*1946), zborovodja, aranžer zabavne in jazz vokalne glasbe
- Slavko Tiran (1915—1995), športni novinar in komentator, radijski urednik, pisec radijskih iger